# سیارک ۸۹۲۳
سیارک ۸۹۲۳ (به انگلیسی: 8923 Yamakawa، نامگذاری:1996WQ1) هشت هزار و نهصد و بیست و سومین سیارک کشف شده‌است که در ۳۰ نوامبر ۱۹۹۶ کشف شد.
قدر مطلق سیارک برابر ۱۸.۶ است.